# بوبي واتكينز
بوبي واتكينز (بالإنجليزية: Bobby Watkins)‏ هو لاعب كرة قدم أمريكية أمريكي، ولد في 30 مارس 1932 في نيو بدفورد في الولايات المتحدة.

## وصلات خارجية
- بوبي واتكينز على موقع مرجع كرة القدم المحترفة.كوم (الإنجليزية)